# Thomas Jensen (fodboldspiller)
 Der er flere personer med dette navn, se Thomas Jensen.
Thomas Jensen (født 4. august 1974) er en dansk tidligere fodboldspiller, som spillede for AaB i Superligaen i 1990'erne. Han modtog DBU's Talentpris som U19-spiller i 1992.